# 中島三千男
中島 三千男（なかじま みちお、1944年7月19日 - ）は、日本の歴史学者。神奈川大学名誉教授、元同学長。専門は日本近代思想史。近代天皇制を近代日本における国家と宗教の関りから研究。
個別的には①国家神道研究、②天皇の代替わり研究、③海外神社研究、④大山崎（京都府）地域史研究の四つの分野を手掛けている。

## 来歴
1944年7月　福岡県に生まれる
1963年3月　福岡県立小倉高等学校卒業
1967年3月　京都大学文学部史学科国史学専攻　卒業
1969年3月　京都大学大学院文学研究科国史学専攻修士課程修了　文学修士
1973年3月　　　　　同上　　　　　　　　　　　博士課程　単位取得満期退学
1976年4月　奈良大学文学部専任講師
1980年4月　神奈川大学外国語学部助教授
1988年4月　神奈川大学日本常民文化研究所所員
1992年4月　神奈川大学外国語学部教授
1993年4月　神奈川大学大学院歴史民俗資料学研究科教授
1995年4月　神奈川大学外国語学部長（～1999年3月）
1996年9月　学校法人神奈川大学理事（～1999年3月、2002年9月～2013年9月）
2003年7月　神奈川大学副学長（学術研究担当）（～2007年3月）
2007年4月　神奈川大学学長・神奈川大学大学院委員長（～2013年3月）
2015年3月　神奈川大学定年退職
2015年4月　神奈川大学名誉教授（～現在に至る）
2015年4月　神奈川大学日本常民文化研究所客員研究員（～現在に至る）
2015年4月　同上　非文字資料研究センター客員研究員（～現在に至る）

## 非常勤講師
（国内、就任順）
天理大学文学部、立命館大学文学部、橘女子大学文学部、千葉大学教養部、静岡大学人文学部、北海道教育大学旭川分校、横浜国立大学教育学部、岡山大学文学部、大阪市立大学文学部、一橋大学社会学部、千葉大学文学部、東京商船大学商船学部
（国外、招待講演を含む）
カナダ・ブリティシュコロンビア大学（2003年10月）、中国・上海師範大学（2009年3月）、同・復旦大学（2009年3月）、韓国・慶南大学校（2009年5月）、アメリカ・カンザス大学（2010年8月）、台湾・国立台湾大学（2012年5月）、同・国立台湾師範大学（2012年5月）、同・国立成功大学（2012年5月）、中国・清華大学（2012年8月）

## 学会及び社会活動
1968年8月     歴史科学協議会全国委員（～1971年8月、1977年7月～1980年7月） 
1973年11月   日本史研究会委員（編集幹事）（～1977年11月） 
1976年5月     日本歴史学協会委員（～1980年5月） 
1976年5月     日本歴史学協会学問思想の自由・「建国記念の日」問題特別委員会委員（～2016年5月） 
1978年10月   京都府大山崎町史編纂委員（～1982年10月） 
1984年1月     神奈川地域史研究会運営委員（～2016年12月） 
1986年8月     歴史科学協議会編集委員（～1992年9月） 
1992年12月   日本近代仏教史研究会運営委員・評議員（～2019年6月） 
2003年9月     日本歴史学協会学会選出（日本史研究会）委員（～2009年7月） 
2007年4月     神奈川県私立大学連絡協議会副会長・会長（～2013年3月） 
2007年6月     神奈川県私立学校教育振興会評議員・理事（～2013年5月） 
2008年4月     財団法人　大学基準協会評議員（～2013年3月） 
2010年6月     神奈川県日本中国友好協会顧問・副会長・名誉副会長（～2016年6月）

## 主な著書
- 『天皇の代替りと国民』（青木書店、1990年）
- 『概論日本歴史』（共編著、吉川弘文館、2000年）
- 『海外神社跡地の景観変容－さまざまな現在－』（御茶の水書房、2013年）ISBN 978-4-275-01003-2
- 『若者は無限の可能性を持つ－学長から学生へのメッセージ－』（御茶の水書房、2014年）
- 『天皇の「代替わり儀式」と憲法』（日本機関紙出版センター、2019年）ISBN 978-4-88900-969-9
- 『「神国」の残影-海外神社跡地写真記録』（写真家稲宮康人と共著、国書刊行会、2019年）

## 主な論文
- 「明治国家と宗教―井上毅の宗教観・宗教政策の分析」（『歴史学研究』413号、1974年10月）
- 「<明治憲法体制の確立>と国家のイデオロギー政策―国家神道体制の確立過程」  （『日本史研究』168号、1977年4月。後に『展望日本歴史　19巻　「明治憲法体制」』、東京堂出版、2002年に収録）

- 「戦争と日本人」（『岩波講座　日本通史第20巻　現代1』、1995年）
- 「明治天皇の大喪と帝国の形成」（『岩波講座　天皇と王権を考える　第5巻　王権と儀礼』、2002年）
- 「共同研究の現在・山城国大山崎荘の総合的研究」（『日本歴史』2006年2月号）
- 「大日本帝国と海外神社の創建」（『大日本帝国期の建築物が語る近代史 : 過去・現在・未来』、勉誠出版, 2022年）

## 主な言葉
- 「20歳代の若者は無限の可能性を持つ」
- 「大学入学時の力ではなく、大学に入ってからの4年間の教職員の情熱的な教育と本人の努力が将来を決めるというのが神奈川大学の伝統的な教育理念」